# Cynometra microflora
Cynometra microflora är en ärtväxtart som beskrevs av John Macqueen Cowan. Cynometra microflora ingår i släktet Cynometra, och familjen ärtväxter. Inga underarter finns listade i Catalogue of Life.